# Питролиъм
Окръг Питролиъм (на английски: Petroleum County) е окръг в щата Монтана, Съединени американски щати. Площта му е 4336 km², а населението - 523 души (2017). Административен център е град Уинит.